# OTP
OTP (англ. Orthopedia homeobox) – білок, який кодується однойменним геном, розташованим у людей на 5-й хромосомі. Довжина поліпептидного ланцюга білка становить 325 амінокислот, а молекулярна маса — 34 159.
| 10         |  | 20         |  | 30         |  | 40         |  | 50         |
| ---------- |  | ---------- |  | ---------- |  | ---------- |  | ---------- |
| MLSHADLLDA |  | RLGMKDAAEL |  | LGHREAVKCR |  | LGVGGSDPGG |  | HPGDLAPNSD |
| PVEGATLLPG |  | EDITTVGSTP |  | ASLAVSAKDP |  | DKQPGPQGGP |  | NPSQAGQQQG |
| QQKQKRHRTR |  | FTPAQLNELE |  | RSFAKTHYPD |  | IFMREELALR |  | IGLTESRVQV |
| WFQNRRAKWK |  | KRKKTTNVFR |  | APGTLLPTPG |  | LPQFPSAAAA |  | AAAAMGDSLC |
| SFHANDTRWA |  | AAAMPGVSQL |  | PLPPALGRQQ |  | AMAQSLSQCS |  | LAAGPPPNSM |
| GLSNSLAGSN |  | GAGLQSHLYQ |  | PAFPGMVPAS |  | LPGPSNVSGS |  | PQLCSSPDSS |
| DVWRGTSIAS |  | LRRKALEHTV |  | SMSFT      |  |            |  |            |

A: Аланін

C: Цистеїн

D: Аспарагінова кислота

E: Глутамінова кислота

F: Фенілаланін

G: Гліцин

H: Гістидин

I: Ізолейцин

K: Лізин

L: Лейцин

M: Метіонін

N: Аспарагін

P: Пролін

Q: Глутамін

R: Аргінін

S: Серин

T: Треонін

V: Валін

W: Триптофан

Кодований геном білок за функцією належить до білків розвитку. 
Задіяний у таких біологічних процесах, як транскрипція, регуляція транскрипції, диференціація клітин, нейрогенез. 
Білок має сайт для зв'язування з ДНК. 
Локалізований у ядрі.